# Polybiomyia
Polybiomyia is een vliegengeslacht uit de familie van de zweefvliegen (Syrphidae).

## Soorten
- P. bellardii Shannon, 1925
- P. capitis (Curran, 1925)
- P. engelhardti Shannon, 1925
- P. festiva Hull, 1930
- P. macquarti Shannon, 1925
- P. pedicellata (Williston, 1887)
- P. reinhardi Hull, 1930
- P. sayi Shannon, 1925
- P. townsendi (Snow, 1895)